# Lauren Holly
Lauren Michael Holly (Bristol, 28. listopada 1963.), američka glumica.

## Životopis

### Privatni život
Holly je rođena u Bristolu, Pennsylvaniji. Njen otac je profesor američke književnosti na Hobart i William Smith koledžu. Majka joj je profesorica likovne povijesti na koledžu Rochester. Odgojena je u predgrađu Geneva, New York, i maturirala je u srednjoj školi "Geneva", 1981. Diplomirala je na Sarah Lawrence koledžu 1985.-e.
Bila je u braku tri puta, prvi put s glumcem Dannyjem Quinnom (1991-1993), zatim s glumcem Jimom Carreyem (1996-1997) i trenutno je u braku s bankarom Francisom Grecom (2001-danas), s kojim ima tri sina, Alexandera, Georgea i Henryja, koje je posvojila.

### Karijera
Jedna od njezinih najpoznatijih uloga je ona Mary Swanson u hit komediji "Glup i gluplji" (Dumb & Dumber) u kojem je nastupala bok uz bok s Jeffom Danielsom i svojim, tadašnjim suprugom, Jimom Carreyem. Također, popularnost je stekla igraju policajku Maxine Stewart u dugotrajnoj seriji autora Davida E. Kellya, "Kućice u cvijeću" (Picket Fences). 2005. godine pridružila se glumačkoj ekipi kriminalističke serije "NCIS" kao Jenny Shepard.

## Televizijske serije u kojima je glumila:
- "NCIS" (Navy NCIS) kao Jenny Shepard (2005. - danas)
- "Ekipa za očevid: Miami" (CSI: Miami) kao Hayley Wilson (2003.)
- "Providence" kao Darla Rosario (2002.)
- "Becker" kao Laura (2001.)
- "Chicago Hope" kao Jeremy Hanlon (1999. – 2000.)
- "Fantasy Island" kao Heather Finn (1999.)
- "Kućice u cvijeću" (Picket Fences) kao Maxine Stewart (1992. – 1996.)
- "The Antagonists" kao Kate Ward (1991.)
- "My Two Dads" kao Allison Novack (1990.)
- "All My Children" kao Julie Rand Chandler #2 (1986. – 1989.)
- "Spenser: For Hire" kao Emily Brown (1986.)
- "Hill Street Blues" kao Carla Walicki (1984.)

## Filmovi u kojima je glumila:
- "Raising Flagg" kao Rachel Purdy (2006.)
- "Chasing 3000" kao Marilyn (2006.)
- "Fatwa" kao Maggie Davidson (2006.)
- "The Godfather of Green Bay" kao Molly (2005.)
- "Down and Derby" kao Kim Davis (2005.)
- "The Chumscrubber" kao vlasnica butika (2005.)
- "Bounty Hunters" kao Tess (2005.)
- "The Pleasure Drivers" kao Daphne (2005.)
- "Caught in the Act" kao Jodie Colter (2004.)
- "In Enemy Hands" kao Rachel Travers (2004.)
- "Just Desserts" kao Grace Carpenter (2004.)
- "Pavement" kao Buckley Clarke (2002.)
- "Santa Jr." kao Susan Flynn (2002.)
- "Living with the Dead" kao žena Jamesa Dansona (2002.)
- "Changing Hearts" kao Amber Connors (2002.)
- "King of Texas" kao Rebecca Lear Highsmith (2002.)
- "Avanture male Chihiro" (Spirited Away) kao Chihirina majka (2001.)
- "Jackie, Ethel, Joan: The Woman of Camelot" kao Ethel Kennedy (2001.)
- "Destiny" kao nepoznata uloga (2001.)
- "Što žene vole" (What Woman Want) kao Gigi (2000.)
- "The Last Producer" kao Frances Chadway (2000.)
- "Samo igra" (Any Given Sunday) kao Cindy Rooney (1999.)
- "Entropy" kao Claire (1999.)
- "Vig" kao Marybeth (1998.)
- "No Looking Back" kao Claudia (1998.)
- "A Smile Like Yours" kao Jennifer Robertson (1997.)
- "Turbulence" kao Teri Halloran (1997.)
- "Down Periscope" kao Emily Lake (1996.)
- "Beautiful Girls" kao Darian Smalls (1996.)
- "Sabrina" kao Elizabeth Tyson (1995.)
- "Glup i gluplji" (Dumb & Dumber) kao Mary Swanson (1994.)
- "Dangerous Heart" kao Carol (1994.)
- "Dragon: The Bruce Lee Story" kao Linda Lee (1993.)
- "Fugitive Among Us" kao Suzie Bryant (1992.)
- "The Adventures of Ford Fairlane" kao Jazz (1990.)
- "Archie: To Riverdale and Back Again" kao Betty Cooper (1990.)
- "Band of the Hand" kao Nikki (1986.)
- "Seven Minutes in Heaven" kao Lisa (1985.)
- "Love Lives On" kao Tracy (1985.)

## Vanjske poveznice
- Lauren Holly u internetskoj bazi filmova IMDb-u (engl.)